# Artie Abrams
Arthur Adam "Artie" Abrams è un personaggio della serie televisiva Glee, interpretato da Kevin McHale.
Artie è un ragazzo paraplegico molto timido. Nonostante viva la sua vita perennemente sulla sedia a rotelle, Artie riesce a partecipare attivamente alle coreografie di gruppo ed è inoltre un ottimo chitarrista e cantante.

## Trama
Artie è un timido studente del liceo McKinley; a otto anni ha perso l'uso delle gambe in un incidente stradale e da allora vive su una sedia a rotelle. Nonostante il suo handicap, Artie è comunque vittima di atti bullismo all'interno della scuola.
Artie cerca di riscattarsi entrando nel glee club, dove fa nuove amicizie. Durante la preparazione alle provinciali, il preside Figgins informa il professor Will Schuester che la scuola non possiede i fondi necessari per noleggiare un pulmino apposito per trasportare il ragazzo sulla carrozzella. Il professore, indignato della poca sensibilità degli altri compagni riguardo al problema, prova a far capire loro la difficile vita di un paraplegico, obbligandoli a passare una giornata sulla sedia a rotelle. I ragazzi allora decidono di organizzare una vendita di dolcetti a scuola per raccogliere i soldi necessari per noleggiare il trasporto, ma Artie alla fine preferisce utilizzare il denaro per la costruzione di una rampa per disabili all'entrata dell'edificio.
Tra Artie e Tina Cohen-Chang (la ragazza con il problema di balbuzie) nasce una forte intesa. Decidono di uscire insieme, ma durante un appuntamento Tina confessa ad Artie di fingere il difetto di pronuncia sin dalla prima media. Artie rimane ferito dal comportamento della ragazza, che si approfitta di un handicap per motivi futili. Dopo un breve periodo Artie la perdona, ma la loro relazione è di nuovo in bilico quando Tina non si sente abbastanza rispettata e risente di alcuni commenti di Artie sul suo abbigliamento. Anche questa volta Artie le chiede perdono; in seguito le confessa che il suo più grande sogno sarebbe quello di diventare un ballerino professionista e Tina gli dà grande fiducia, illudendolo di poter un giorno camminare.
Alla gara finale delle Regionali, le Nuove Direzioni si classificano terzi. Artie e Tina sono dispiaciuti ma in quel momento si scambiano il loro primo bacio.
Nella seconda stagione, dopo essere stato lasciato da Tina per Mike, Artie entra nella squadra di football. Durante una gara a coppie, Brittany chiede ad Artie di gareggiare insieme a lei, fingendosi volenterosa di essere la sua ragazza. Artie perde con lei la sua verginità, e rimane deluso dallo scoprire che per lei non ha significato niente. Artie stringe in seguito amicizia con Noah Pukerman, che lo aiuta a conquistare l'amore della cheerleader.

## Sviluppo

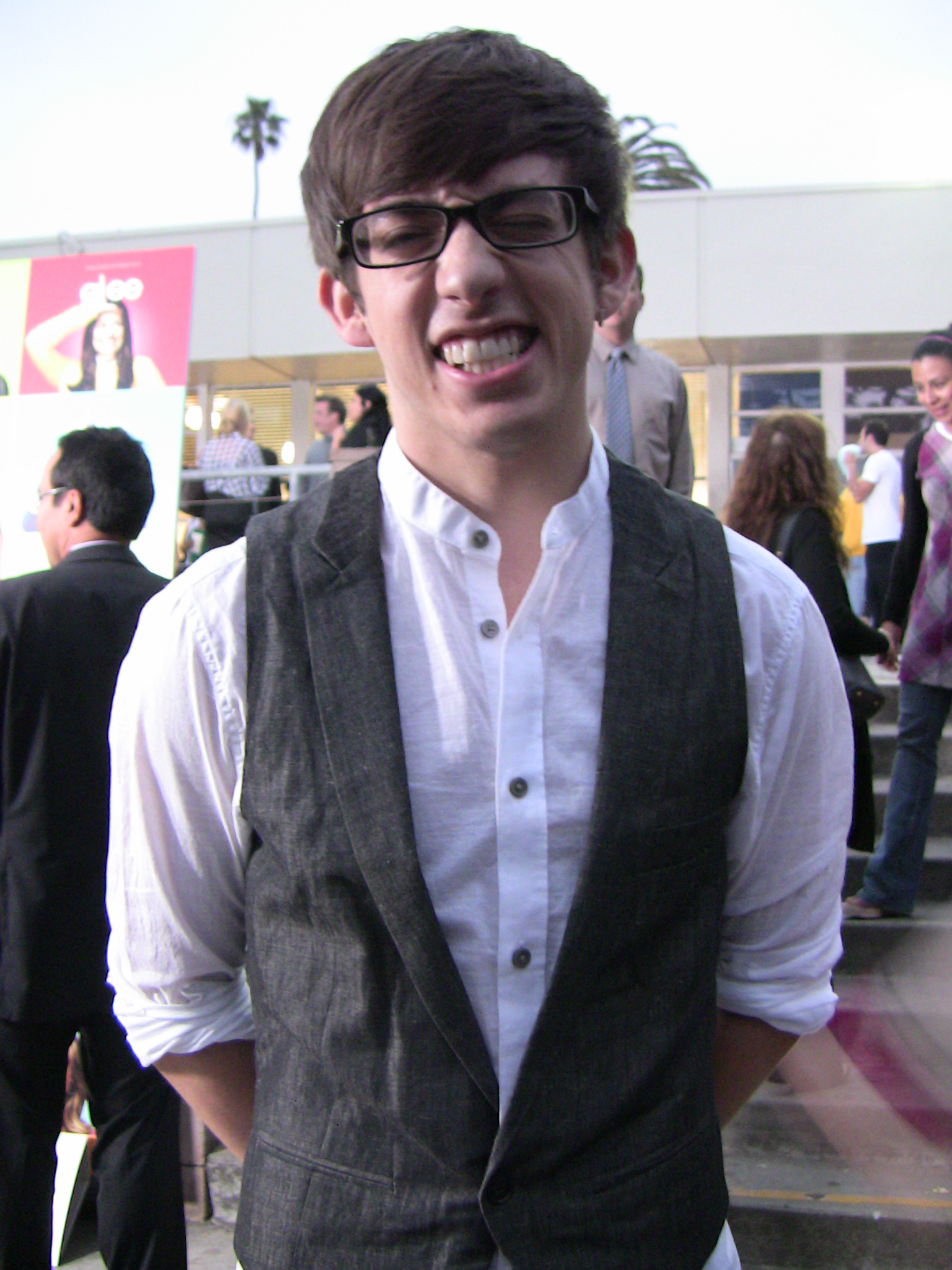
Kevin McHale

McHale ha fatto parte per un certo periodo di tempo della band Not Like Them; ha trovato impegnativo dover esibirsi sulla sedia a rotelle: in quanto ballerino professionista ha dichiarato di far fatica a non muovere i piedi durante i numeri musicale. Nonostante la sedia a rotelle, spesso impara comunque le coreografie. Nel 2010 McHale ha preso parte nel 2010 al tour Glee Live! In Concert!, esibendosi nei panni di Artie e restando dunque sulla sedia a rotelle durante le performance dal vivo. Lo stesso ha fatto quando il cast di Glee si è esibito alla Casa Bianca per il Presidente Obama nell'aprile 2010. L'attore ha potuto però esibire il suo talento di ballerino nell'episodio Continua a sognare, in cui Artie sogna ad occhi aperti di condurre la coreografia di un flash mob nell'atrio di un centro commerciale. Nonostante McHale preferisca usare le lenti a contatto, fece il provino indossando gli occhiali per entrare meglio nel carattere nerd del personaggio; ora gli occhiali fanno parte del suo costume.
McHale descrive Artie come un nerd che ama il glee club con tutto il suo cuore, e che lo usa come forma di svago. Crede che Artie abbia fiducia in se stesso di quanta ne abbia lui: «Credo che lui sappia chi sia e che non gli interessi che cosa pensino gli altri.» McHale, così come la co-star Jenna Ushkowitz, appoggia la coppia composta dal suo personaggio e Tina Cohen-Chang, a cui si riferisce con la parola macedonia coniata dai fan "Artina".

## Accoglienza
Shawna Malcom del Los Angeles Times ha recensito positivamente l'episodio Vitamina D, che dà molto risalto al personaggio di Artie: «Finora, il suo legame con la sedia a rotelle era sempre stato usato per provocare una risata. L'altra sera, ha ottenuto un momento meritatissimo sotto i riflettori e l'ha fatto suo, suonando il talk box come Richie Sambora e facendo il primo assolo nel ritornello della canzone di Usher.» L'episodio Musica su 2 ruote, incentrato sul personaggio di Artie e sulla sua disabilità, ha invece causato critiche da parte di un comitato di artisti disabili, che ha espresso disappunto per l'assunzione di un attore normodotato per il ruolo di un portatore di handicap. La star di CSI Robert David Hall ha commentato: «Penso che ci sia la paura di un potenziale contenzioso, che una persona diversamente abile possa rallentare la produzione, che il pubblico si senta a disagio.» Il produttore esecutivo di Glee Brad Falchuck ha risposto dicendo che, sebbene capisca la preoccupazione e la frustrazione del comitato, McHale aveva il carisma e le capacità recitativa e musicale necessari per il ruolo, e che «è difficile dire di no a qualcuno con un tale talento.» McHale ha dichiarato di essere lieto di rappresentare un personaggio su una sedia a rotelle, e che «è meraviglioso che [Artie] possa fare tutto quello che fanno gli altri ragazzi»

## Performance musicali
| Episodio                | Titolo della canzone                    | Artista originale        | Con                                                             |
| ----------------------- | --------------------------------------- | ------------------------ | --------------------------------------------------------------- |
| Musica su 2 ruote       | Dancing with Myself                     | Billy Idol               | solista                                                         |
| Cattiva reputazione     | U Can't Touch This                      | MC Hammer                | Kurt Hummel, Mercedes Jones, Tina Cohen-Chang e Brittany Pierce |
| Continua a sognare      | The Safety Dance                        | Men Without Hats         | solista                                                         |
| Continua a sognare      | Dream a Little Dream of Me              | The Mamas and the Papas  | solista                                                         |
| Audizioni               | Billionaire                             | Travie McCoy             | Sam Evans, Noah Puckerman, Finn Hudson                          |
| Britney/Brittany        | Stronger                                | Britney Spears           | la squadra di football                                          |
| Il primo bacio          | One Love/People Get Ready               | Bob Marley e The Wailers | Noah Puckerman                                                  |
| Il primo bacio          | Stop!In The Name Of Love/Free Your Mind | Supremes e En Vogue      | Noah Puckerman, Finn Hudson, Kurt Hummel, Sam Evans             |
| La supplente            | Forget You                              | Cee Lo Green             | Holly Holliday, Mercedes Jones e Santana Lopez                  |
| Furt                    | Marry You                               | Bruno Mars               | Nuove Direzioni                                                 |
| Stupide canzoni d'amore | P.Y.T. (Pretty Young Thing)             | Michael Jackson          | solista                                                         |
| Tornare in cima         | Somebody to Love                        | Justin Bieber            | Sam Evans, Noah Puckerman e Mike Chang                          |
| Pettegolezzi            | Never Going Back Again                  | Fleetwood Mac            | solista                                                         |
| Il ballo                | Isn't She Lovely                        | Stevie Wonder            | Sam Evans e Noah Puckerman                                      |
| Il ballo                | Friday                                  | Rebecca Black            | Sam Evans e Noah Puckerman                                      |
| New York                | My Cup                                  |                          | Brittany Pierce                                                 |